# Ciise Aden Abshir
Ciise Aden Abshir (ur. 1 czerwca 1986 w Mogadiszu) – somalijski piłkarz, grający na pozycji napastnika.

## Kariera piłkarska

### Kariera klubowa
Wychowanek klubu Midnimo FC, a potem Elman FC, w barwach którego w 2000 rozpoczął karierę piłkarską. W 2004 wyjechał do Tanzanii, gdzie bronił barw Simba SC. W następnym roku przeniósł się do maltańskiego Pietà Hotspurs. Po dwóch sezonach latem 2006 został piłkarzem norweskiego Lillestrøm SK. Nieczęsto wychodził w podstawowym składzie dlatego na początku 2009 przeszedł do Eidsvold TF. Potem występował w klubach Elverum Fotball, Nybergsund IL-Trysil i Asker Fotball. Na początku 2014 powrócił do Eidsvold TF.

### Kariera reprezentacyjna
W 2003 debiutował w narodowej reprezentacji Somalii. Łącznie rozegrał 29 meczów i strzelił 18 goli.

## Nagrody i odznaczenia

### Sukcesy klubowe
- mistrz Somalii: 2000, 2001, 2002, 2003, 2004
- mistrz Tanzanii: 2005
- zdobywca Pucharu Somalii: 2000, 2001, 2002, 2003, 2004
- zdobywca Pucharu Tanzanii: 2005
- zdobywca Pucharu Norwegii: 2007

### Sukcesy indywidualne
- piłkarz roku Somalii: 2002, 2003, 2004
- młody piłkarz roku Somalii: 2001
- król strzelców Somalii, Tanzanii
- król strzelców wszech czasów reprezentacji Somalii
- król strzelców wszech czasów ligi Somalijskiej